# بوريغو سبرينغز (كاليفورنيا)
بوريغو سبرينغز (بالإنجليزية: Borrego Springs CDP, California)‏ هي منطقة سكنية تقع بولاية كاليفورنيا في الولايات المتحدة. تبلغ مساحتها 112.43 كم2، وترتفع عن سطح البحر 182 م، بلغ عدد سكانها 3,429 نسمة في عام 2010 حسب إحصاء مكتب تعداد الولايات المتحدة وتصل الكثافة السكانية فيها 30.5 نسمة لكل كيلومتر مربع (79.0/ميل2).

## التركيبة السكانية
حدّد مكتب تعداد الولايات المتحدة بيانات التركيبة السكانية لبوريغو سبرينغز في تعداد الولايات المتحدة. في ما يلي، التركيبة السكانية حسب تعدادي 2000 و2010.

### تعداد عام 2000
بلغ عدد سكان بوريغو سبرينغز 2,535 نسمة بحسب تعداد عام 2000، وبلغ عدد الأسر 1,153 أسرة وعدد العائلات 727 عائلة مقيمة في المنطقة السكنية. في حين سجلت الكثافة السكانية 22.5 نسمة لكل كيلومتر مربع (58.3/ميل2). وبلغ عدد الوحدات السكنية 2,280 وحدة بمتوسط كثافة قدره 20.3 لكل كيلومتر مربع (52.6/ميل2).
وتوزع التركيب العرقي للمنطقة السكنية بنسبة 82.84% من البيض و0.99% من الأمريكيين الأفارقة و0.43% من الأمريكيين الأصليين و0.24% من الأمريكيين ذوي الأصول الآسيوية و13.14% من الأعراق الأخرى و2.37% من عرقين مختلطين أو أكثر و32.43% من الهسبانيون أو اللاتينيون من أي عرق.
بلغ عدد الأسر 1,153 أسرة كانت نسبة 20.7% منها لديها أطفال تحت سن الثامنة عشر تعيش معهم، وبلغت نسبة الأزواج القاطنين مع بعضهم البعض 53.6% من أصل المجموع الكلي للأسر، ونسبة 6.4% من الأسر كان لديها معيلات من الإناث دون وجود شريك، بينما كانت نسبة 3% من الأسر لديها معيلون من الذكور دون وجود شريكة وكانت نسبة 36.9% من غير العائلات. تألفت نسبة 29.5% من أصل جميع الأسر من عدة أفراد يعيشون في نفس المنزل ونسبة 14.3% كانت تتألف من شخص يعيش بمفرده يبلغ من العمر 65 عاماً أو أكثر. وبلغ متوسط حجم الأسرة المعيشية 2.20، أما متوسط حجم العائلات فبلغ 2.69.
بلغ العمر الوسطي للسكان 49.7 عاماً. وكانت نسبة 18.4% من القاطنين تحت سن الثامنة عشر، وكانت نسبة 4.7% بين الثامنة عشر والرابعة والعشرين عاماً، ونسبة 21.2% كانت واقعةً في الفئة العمرية ما بين الخامسة والعشرين والرابعة والأربعين عاماً، ونسبة 26.2% كانت ما بين الخامسة والأربعين والرابعة والستين، ونسبة 29.3% كانت ضمن فئة الخامسة والستين عاماً فما فوق. يوجد لكل 100 أنثى 106.2 ذكر، ويوجد لكل 100 أنثى في الثامنة عشر من عمرها فما فوق 106.0 ذكر.
بلغ متوسط دخل الأسرة في المنطقة السكنية 37,045 دولارًا، أما متوسط دخل العائلة فبلغ 40,262 دولارًا. وكان متوسط دخل الذكور 27,604 دولارًا مقابل 26,023 دولارًا للإناث. وسجل دخل الفرد الخاص بالمنطقة السكنية 22,761 دولارًا. وكانت نسبة 8% من العائلات ونسبة 11.2% من السكان تحت خط الفقر، وكان من هؤلاء نسبة 17.4% تحت سن الثامنة عشر ونسبة 7.3% في الخامسة والستين من العمر وما فوق.

### تعداد عام 2010
بلغ عدد سكان بوريغو سبرينغز 3,429 نسمة بحسب تعداد عام 2010، وبلغ عدد الأسر 1,571 أسرة وعدد العائلات 967 عائلة مقيمة في المنطقة السكنية. في حين سجلت الكثافة السكانية 30.5 نسمة لكل كيلومتر مربع (79.0/ميل2). وبلغ عدد الوحدات السكنية 2,611 وحدة بمتوسط كثافة قدره 23.2 لكل كيلومتر مربع (60.1/ميل2).
وتوزع التركيب العرقي للمنطقة السكنية بنسبة 80.66% من البيض و0.58% من الأمريكيين الأفارقة و0.99% من الأمريكيين الأصليين و0.64% من الأمريكيين ذوي الأصول الآسيوية و0.15% من سكان جزر المحيط الهادئ و14.58% من الأعراق الأخرى و2.39% من عرقين مختلطين أو أكثر و35.52% من الهسبانيون أو اللاتينيون من أي عرق.
بلغ عدد الأسر 1,571 أسرة كانت نسبة 18% منها لديها أطفال تحت سن الثامنة عشر تعيش معهم، وبلغت نسبة الأزواج القاطنين مع بعضهم البعض 52.7% من أصل المجموع الكلي للأسر، ونسبة 5.2% من الأسر كان لديها معيلات من الإناث دون وجود شريك، بينما كانت نسبة 3.6% من الأسر لديها معيلون من الذكور دون وجود شريكة وكانت نسبة 38.4% من غير العائلات. تألفت نسبة 32.3% من أصل جميع الأسر من عدة أفراد يعيشون في نفس المنزل ونسبة 16.7% كانت تتألف من شخص يعيش بمفرده يبلغ من العمر 65 عاماً أو أكثر. وبلغ متوسط حجم الأسرة المعيشية 2.18، أما متوسط حجم العائلات فبلغ 2.76.
بلغ العمر الوسطي للسكان 56.6 عاماً. وكانت نسبة 17.3% من القاطنين تحت سن الثامنة عشر، وكانت نسبة 4.8% بين الثامنة عشر والرابعة والعشرين عاماً، ونسبة 13.9% كانت واقعةً في الفئة العمرية ما بين الخامسة والعشرين والرابعة والأربعين عاماً، ونسبة 30.4% كانت ما بين الخامسة والأربعين والرابعة والستين، ونسبة 33.6% كانت ضمن فئة الخامسة والستين عاماً فما فوق. وتوزع التركيب الجنسي للسكان بنسبة 49.9% ذكور و50.1% إناث.